# نادی‌کانیژا
شهر نادْیْ‌کانیژا (به مجاری: Nagykanizsa) در زالا در کشور مجارستان واقع شده‌است. جمعیت این شهر ۵۰٫۸۲۳ نفر است.